# 影武者
影武者（日语：かげむしゃ）是指日本戰國時代武將、大名的替身，利用相似的面貌身形，穿著相同的服裝，以達到掩飾主人、混亂敵人的目的。由於當時照相機尚未發明，襲擊者無法利用照片確認身分，故為一種有效的手段。

## 概要
據說平安時代中期藤原秀鄉討伐平將門之亂時，曾被平將門的6個分身迷惑混亂。鎌倉時代末期發生元弘之亂，後醍醐天皇的心腹花山院師賢假扮成他，前往比叡山假裝秘密巡幸。接著吉野山之戰，村上義光為了欺騙幕府派出的二階堂貞藤軍，自願穿上大塔宮護良親王（後醍醐天皇之皇子）的甲冑切腹自殺，成功掩護護良親王逃往南紀。
日本成語「原來的木阿彌（元の木阿弥）」的來源，是戰國時代大名筒井順昭的影武者僧侶木阿彌。另外比較有名的影武者有甲斐國大名武田信玄的影武者武田信廉（信玄之弟）、越後國大名上杉謙信的影武者荒川長實等。真田信繁（幸村）曾使用「真田七影武」，在戰場上派遣7人做為其替身使敵人混亂，也是有名的例子之一。
及至現代，政治人物為了向外界或敵對勢力隱瞞自己實際上的健康狀態，可能會對外安排替身代替露臉，或是出席公開場合時為了預防自己遭逢不測，除了加強隨扈保安以外還會準備替身代替自己出席或會客。比如越南共產主義政權創建者胡志明，有人質疑他早在1932年秋天從香港逃往上海時便因病過世，後來由來自台灣苗栗的客家人胡集璋做為替身。又好比朝鮮勞動黨總書記金正日，雖然在2011年12月17日經朝鮮民主主義人民共和國官方證實已經死亡，但也有人質疑他早在2003年便已過世，這8年期間出現的是替身。金正日的兒子金正恩在2021年也因為大幅度減重和體態縮水以及五官特徵有些微差異等因素而被人質疑其使用替身。其他諸如史達林、蒋中正、霍查、諾列加、菲德爾·卡斯楚、薩達姆·海珊、賓·拉登和格達費等人也曾有使用替身的非正式記錄。
1945年4月28日蘇聯紅軍攻入德國柏林，元首希特勒於4月30日服毒並開槍自盡。雖然歷史檔案文件記載他的屍體以汽油不完全火化，但也有傳聞認為遭到火化的只是替身，希特勒後來逃到南美洲。
大體而言，現代的影武者、替身已淪為捕風捉影的委巷之言，連稗官野史都算不上。此外，「影武者」在現代日本的意義已有所轉變，有些影視藝人為了避免狗仔隊的跟蹤騷擾，會利用其經紀人、朋友、宣傳等相關人士聲東擊西，這些人士也被稱作影武者。

## 影武者相關創作
- 影武者 (電影)：日本導演黑澤明的電影作品。
- 《影武者德川家康》：日本作家隆慶一郎的時代劇小說作品。
- 影武者 (遊戲)（英语：Shadow Warrior）：1997年3D Realms發行的第一人稱射擊遊戲。
- 影武者 (2013年遊戲)：2013年Flying Wild Hog製作的第一人稱射擊遊戲。
- 影武者：日本富士電視台播映的《世界奇妙物語》在2005年秋季特別編其中一集。

## 內部連結
- 替罪羊
- 武田信廉
- 德川家康影武者說